# Statsterrorism

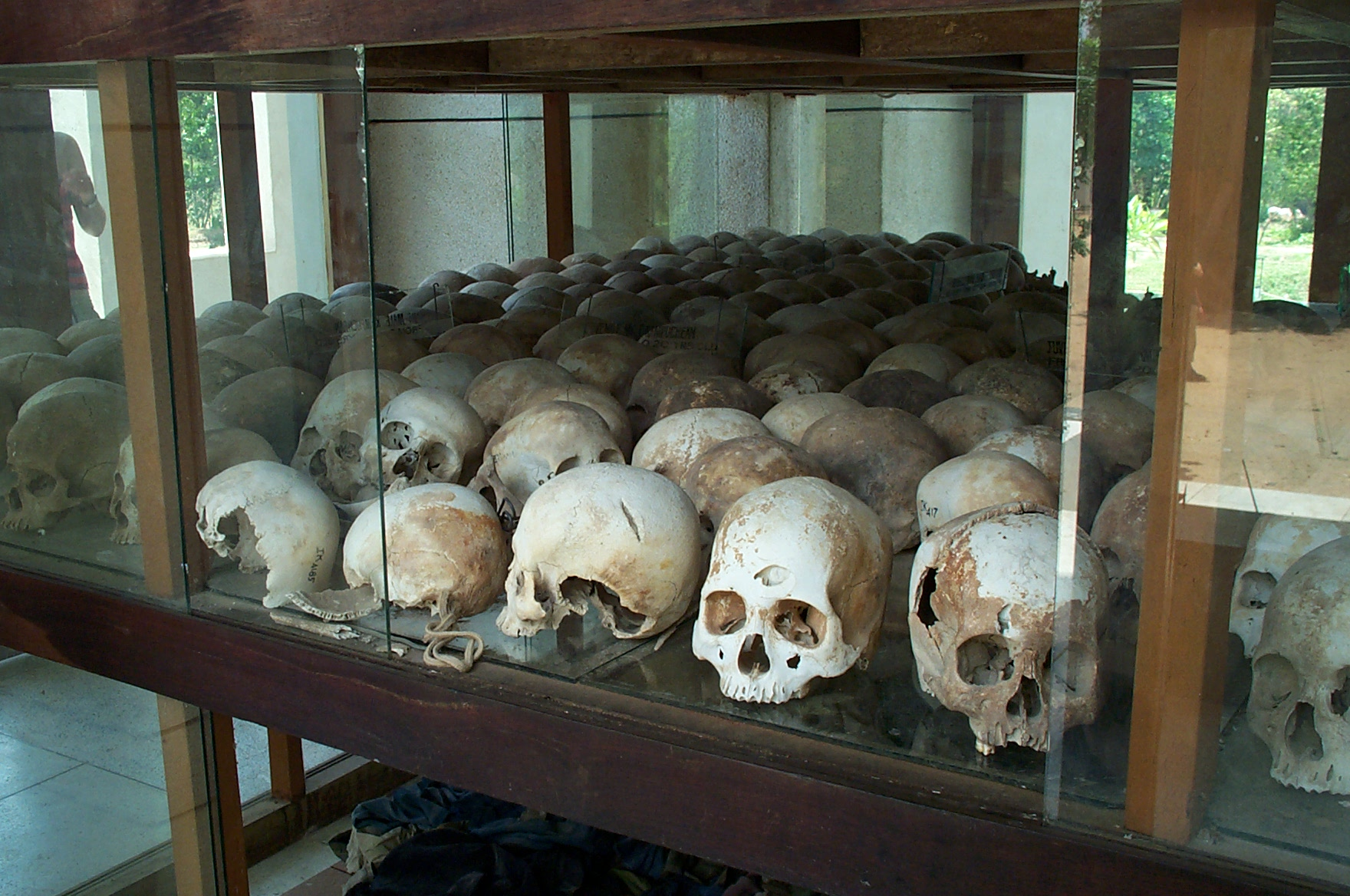
Mänskliga skallar från offer under Pol Pots styre i Kambodja.

Statsterrorism är terrorism som anbefalls av eller har sitt ursprung från en statsledning, det vill säga att en suverän stats ledning och dess organ medverkar till terrordåd eller understödjer terroristgrupper verksamma mot den egna eller andra länders befolkningar, och som kan vara en del av asymmetrisk krigföring eller statsorganiserad brottslighet.
Vilka handlingar som faller under kategorin "statsterrorism" är i likhet med "terrorism" kontroversiellt, saknar juridisk definition och används ofta av representanter av en stat i anklagelser mot andra staters agerande. En terroriststat är en territoriellt separat politisk enhet som använder våld och våld mot andra stater eller deras medborgare med avsikt att hota eller tvinga andra att oreserverat acceptera sin ideologi, och därmed uppnå en dominerande ställning i världen eller permanent vistelse vid makten i sitt eget land.

## Staters våld inom och utom landets gränser
Begreppet innefattas som regel i paraplybenämningen "internationell terrorism". Ibland avses i stället aktioner som stater företar mot den egna befolkningen, i form av nationell terrorism. Detta kan exempelvis ske genom våld, genom att döda eller skada oskyldiga, hålla folk i förvar under lång tid utan rättegång, med fejkade rättegångar eller genom att konfiskera eller frysa deras egendom utan giltig anledning och utan rättegång inom rimlig tid. Sådana handlingar kallas även proskription.
Nazityskland, Mussolinis Italien och Stalins Sovjetunionen är några stater om vilka regimernas aktioner mot dess medborgare ofta benämns som statsterrorism, liksom militärdiktaturerna i Argentina, Grekland och Chile och andra stater i Latinamerika (exempel: Operation Condor) och flera andra stater under efterkrigstiden. Massakern i Indonesien 1965–1966 är ett annat exempel. När israelisk militär dödar ledare för grupper som av bland annat Israel definieras som terrorgrupper har begreppet använts av vissa kritiker inom svensk vänster. Andra menar att det är att betrakta som en krigshandling i en väpnad konflikt. På grund av hur begreppet "terrorism" definieras, har denna betydelse av ordet kritiserats; professorn i kontraterrorism och säkerhetspolitik, Bruce Hoffman, menar att terrorism är våld som företas av icke-stater, varmed internt våld som utförs av en statsmakt snarare bör uppfattas som "terror" än "statsterrorism".
Exempel från 2010 på handlingar som skulle kunna betecknas som statsterrorism är Bordningen av Gazakonvojen  och virusangreppet mot Irans kärnkraftsanläggningar.

## Statsunderstödd terrorism
Till statsterrorism förs ibland även statssponsrad terrorism, som innebär ett direkt stöd till en terroristorganisation, i form av till exempel utbildning, ekonomi och vapen, eller genom annat, ofta hemligt, stöd en stat kan ge en terroristgrupp. Syftet med statssponsrad terrorism är att anfalla en annan makt utan att själv kunna bli utsatt för hämndaktioner, och företas framför allt av militärt svaga stater mot starkare. Fenomenet med statligt understödd terrorism är yngre än terrorism och statlig terror, och började uppmärksammas av USA i Mellanöstern under 1980-talet. Framför allt Iran, Irak, Libyen och Syrien visade sig stödja terroristorganisationer under denna tid. I samband med detta ändrade också terrorismen karaktär.
Ett annat historiskt exempel som uppmärksammades under 2008 var DDR:s stöd till Baader-Meinhof.
Enligt ett synsätt som företräds av bland andra Palestinas talesperson Nasser al-Kidwa finns emellertid ingen egentlig skillnad mellan terrorism, statsterrorism och statssponsrad terrorism, eftersom en handling är terrorism oavsett om den utförs av en enskild person, en organisation eller en stat.
Författaren Noam Chomsky, professor emeritus i lingvistik, har fått uppmärksamhet på senare tid för att ha använt termen i sin kritik av bland annat USA:s krig mot terrorismen. William Blum har utförligt dokumenterat USA:s stöd till terrorverksamhet runtom i världen.

## Juridiskt ramverk
Medan terrorism som regel straffas på grundval av nationell lagstiftning, förordas som regel att statsterrorism, när stater missbrukar makt, behandlas inom ramarna för krigsrätt, mänskliga rättigheter eller som brott mot mänskligheten. Genom Säkerhetsrådets Resolution 1373 (2001) är alla FN:s medlemsstater förpliktigade att motverka terrorism och underlåta att medverka i statsfinansierad terrorism eller i att skydda terrorister.

## Debatter om statsterrorism
Eftersom definitionen av statsterrorism är kontroversiell och ingen enighet mellan stater har kunnat uppnås, fastän termen ofta brukas, uppnås sällan någon enighet om vilka staters handlingar som kan benämnas statsterrorism. I grund och botten handlar oenigheten om bedömningen vilket våld och vilket försvar som är legitimt. Libyen definierade 1998 inför FN "statsterrorism" som en illegal kontraterrorism, en terroristhandling en stat företar i kamp mot terrorism, i form av embargo, hot om kärnvapen och blockader, och att stater som använder våld mot andra i kampen mot terrorismen begår brott mot FN-stadgan. I samband med detta uttalande 1998 menade Libyen att de av USA utsatts för statsterrorism. Å andra sidan har USA satt upp Libyen på en lista över länder som sysslar med sponsring av terrorism; länderna har dock börjat samarbeta i kampen mot terrorismen. Pakistans president Pervez Musharraf har i likhet med bland andra Libyen ifrågasatt att de som kämpar efter en FN-stödd självständighet med våld, bör betraktas som terrorister, utan att i stället de stater som förhindrar genomdrivandet av dessa FN-beslut bör sägas begå statsterrorism. Som exempel tar han Indiens agerande i Jammu och Kashmir och Israels i Palestina. Israel har å sin sida anklagat bland annat Libanon och Hizbollah för statssponsrad terrorism. Pakistan har visserligen medverkat aktivt i kampen mot terrorismen, men hade 2006 enligt FN:s ledare för kontraterrorism, Javier Rupérez, fortfarande en bit kvar innan landet gjort sig av med terrorismen i samhället. Enligt afghaner tränas emellertid terrorister i Pakistan.